# Sången om Vavtrudner

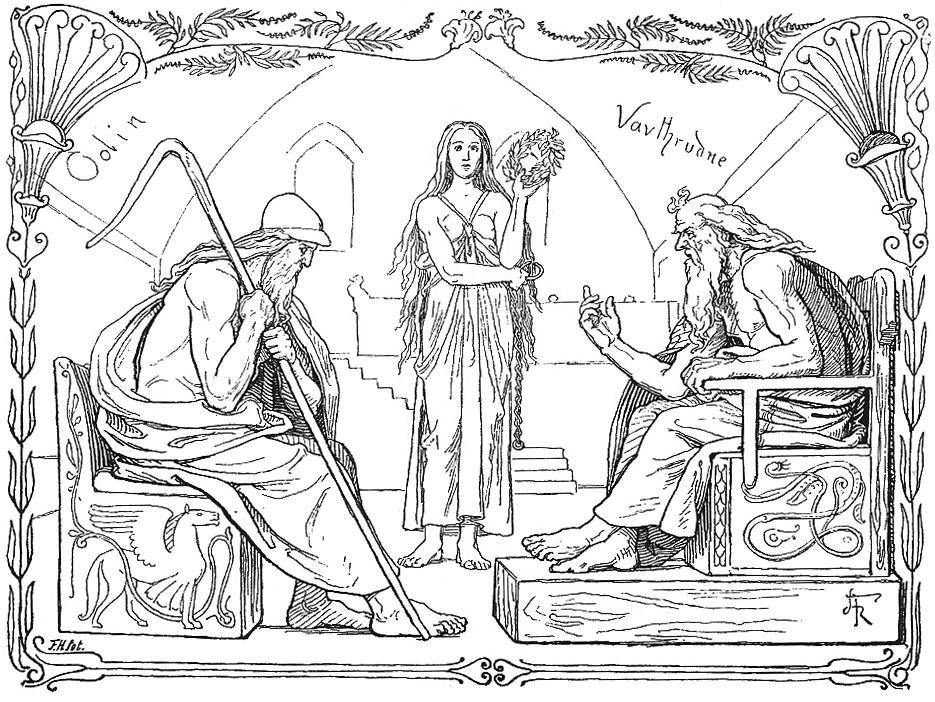
Oden och Vavtrudner spelar kunskapens spel (1895) av Lorenz Frölich.

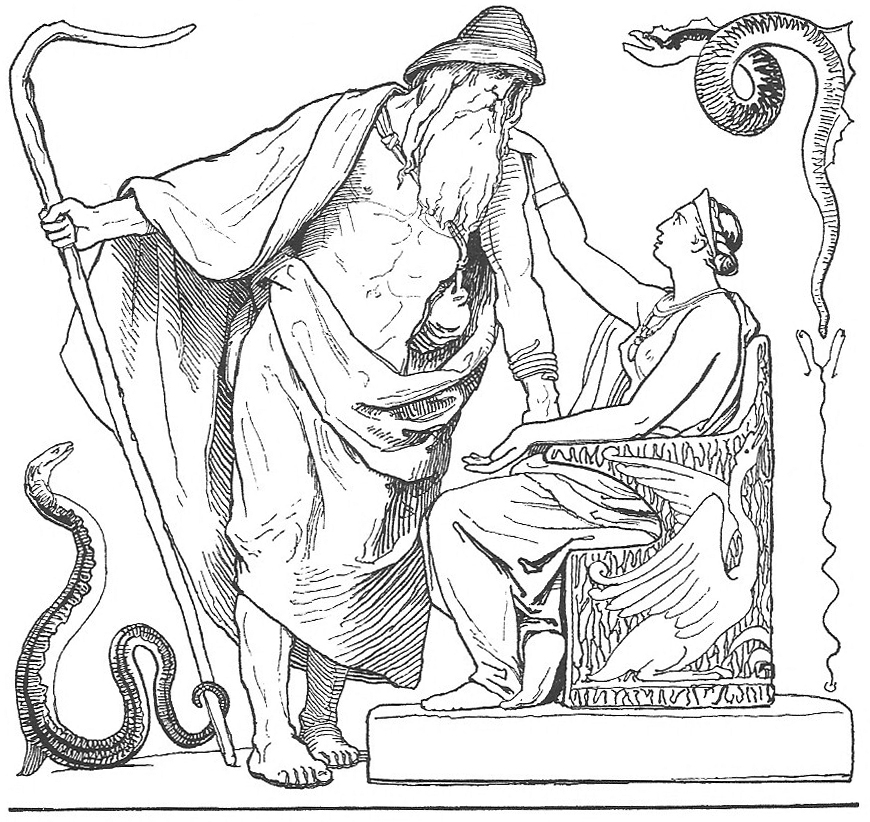
Frigg ber Oden att inte gå till Vavtrudner (1895) av Lorenz Frölich.

Sången om Vavtrudner eller Vaftrudnesmål, fornvästnordiska Vafþrúðnismál, är ett kväde i den Poetiska Eddan som handlar om en visdomstävlan mellan asaguden Oden och jätten Vavtrudner. Den finns bevarad i Codex Regius och en stor del i manuskriptet AM 748 I 4to. Kvädet har översatts till svenska av bland andra Erik Brate, Åke Ohlmarks och Björn Collinder.
I Vaftrudnesmål får vi bland annat veta vad som händer efter Ragnarök. Världen lever vidare, och solen, som trots att den slukats av vargen Skoll, får en dotter inte mindre vacker än hon själv, som fyller sin mors bana på himlen:
| ”                              | 47. En enda dotter skall Alfrödul föda förrn ulven far av med henne; den mön skall rida på moderns vägar när alla makter gå under. | „ |
| – översättning Björn Collinder | |   |